# Палминополис
Палминополис (порт. Palminópolis) — муниципалитет в Бразилии, входит в штат Гояс. Составная часть мезорегиона Юг штата Гойас. Входит в экономико-статистический микрорегион Вали-ду-Риу-дус-Бойс. Население составляет 5236 человек на 2006 год. Занимает площадь 387,693 км². Плотность населения — 9,1 чел./км².
Праздник города — 31 октября.

## История
Город основан 31 октября 1967 года. 

## Статистика
- Валовой внутренний продукт на 2003 год составляет 23 555 733,00 реалов (данные: Бразильский институт географии и статистики).
- Валовой внутренний продукт на душу населения на 2003 год составляет 6665,46 реалов (данные: Бразильский институт географии и статистики).
- Индекс развития человеческого потенциала на 2000 год составляет 0,753 (данные: Программа развития ООН).

## География
Климат местности: тропический.